# Mont Soleil
Der Mont Soleil bildet mit 1289 m ü. M. den höchsten Punkt des gesamten Höhenzuges der Montagne du Droit.

## Geographie
Der Mont Soleil liegt im Schweizer Jura im Kanton Bern nördlich von Saint-Imier. Auf dem Berg befindet sich das grösste Sonnenkraftwerk der Schweiz; seinen Namen trägt der Mont Soleil aber schon seit dem Mittelalter. Der deutsche Name Sonnenberg bezieht sich nicht allein auf den Mont Soleil, sondern auf die ganze Montagne du Droit.
Auf rund 1200 m am oberen Südhang des Mont Soleil befindet sich der gleichnamige Weiler. Er besteht zur Hauptsache aus Ferienhäusern und -kolonien. Das Gebiet wird seit 1903 durch eine Standseilbahn von Saint-Imier her erschlossen (Funiculaire Saint-Imier - Mont-Soleil); diese wurde 2003 komplett renoviert. Die Bergstation liegt auf 1180 m ü. M. Der Kammbereich des Mont Soleil ist charakterisiert durch ausgedehntes extensiv genutztes Weideland, das durch Trockensteinmauern eingegrenzt wird.

## Geologie
In strukturgeologischer Hinsicht bildet der Mont Soleil eine Antiklinale des Faltenjuras. Er wird im Süden durch das Vallon de Saint-Imier, im Norden durch das Hochplateau der Freiberge begrenzt. Der südliche Schenkel der Antiklinale fällt steil zum Vallon de Saint-Imier ab. Hier sind die anstehenden kompetenten Gesteinsschichten der oberen Jurazeit (Malm) an verschiedenen Orten aufgeschlossen. Die nördliche Flanke der Antiklinale weist hingegen nur eine verhältnismässig geringe Neigung auf. Eine Besonderheit bildet die Landschaftsform des Champ Meusel am Südhang des Mont Soleil, nordöstlich von Saint-Imier. Sie entstand nicht durch Erosion, sondern ist der Überrest eines Meteoriteneinschlags in der Vorzeit und gilt als grösstes erhaltenes Zeugnis eines Meteoritenimpakts in der Schweiz.

## Sonnenkraftwerk

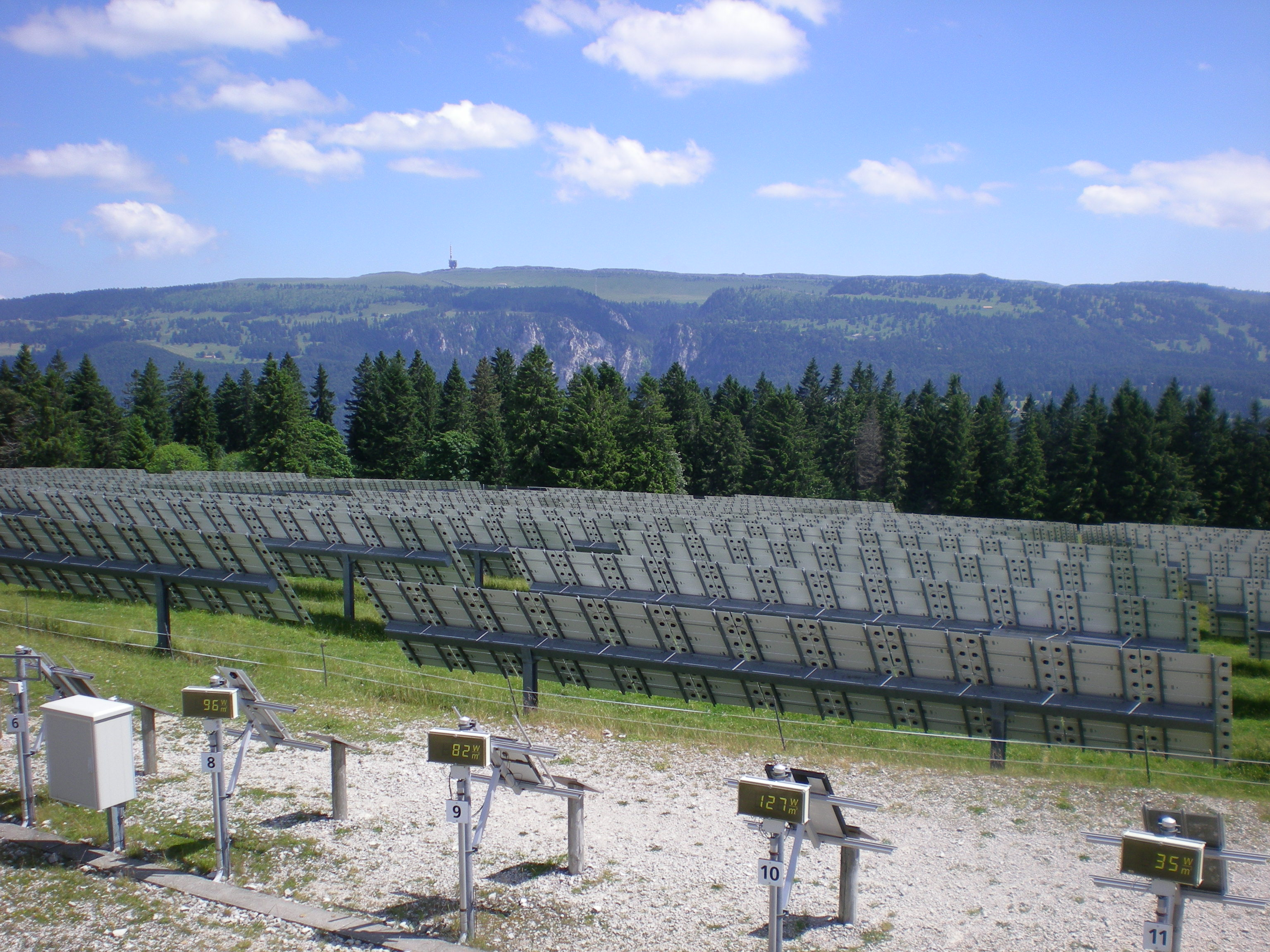
Test-Solarzellen

Internationale Bekanntheit erlangte der Mont Soleil wegen seiner Photovoltaikanlage. Auf einem 20'000 m² grossen Feld wurde 1992 das damals grösste photovoltaische Sonnenkraftwerk Europas zu Forschungs- und Demonstrationszwecken errichtet. Es hat eine Leistung von 560 kW. Die Gesamtfläche der Solarzellen beträgt 4'575 m². Damit werden jährlich rund 550 MWh Strom erzeugt. Es besteht eine enge Zusammenarbeit zwischen der Gesellschaft Mont-Soleil und der Ingenieurschule Saint-Imier (heute Teil der Fachhochschule Westschweiz) sowie zahlreicher Experten, um neuartige Technologien zu erproben und die Resultate den interessierten Fachkreisen vorzustellen. Die Anlage kann auch besichtigt werden. Ein rund 4,5 km langer Erlebnispfad führt vom Mont Soleil nach Nordosten zum Windkraftwerk Mont Crosin.